# Monument la mormântul ostașilor și în memoria consătenilor căzuți în 1941-1945 (Gotești)
Monumentul la mormântul ostașilor și în memoria consătenilor căzuți în 1941-1945 este un monument amplasat în Gotești, raionul Cantemir, Republica Moldova. Este un monument istoric de importanță națională inclus în Registrul monumentelor Republicii Moldova ocrotite de stat cu nr. 67 (raionul Cantemir).